# Yes I Know My Way (brano musicale)
Yes I Know My Way è un brano musicale di Pino Daniele del 1981, presente nel suo quarto album Vai mo'.

## Descrizione
Il ritmo della composizione è un 4/4, mentre la melodia e il testo hanno influenze blues, fusion e funk con alcune espressioni in lingua inglese in un cantato in napoletano. Nel 2010 il cantautore realizzò una versione live del brano in collaborazione con J-Ax.

## Cover
Nel 2025 il brano è stato reinterpretato da Rocco Hunt e Clementino al Festival di Sanremo nella serata dedicata alle cover in duetto virtuale con lo stesso Pino Daniele durante l'ultimo concerto che il cantante ha tenuto prima della sua morte dove i cantanti stessi erano ospiti.  L'esibizione è stata preceduta dalla proiezione delle immagini di tale evento. Il brano è stato poi inserito nell'album Ragazzo di giù.

## Formazione
- Pino Daniele - voce, chitarra elettrica
- Rino Zurzolo - basso elettrico
- Tullio De Piscopo - batteria
- Tony Esposito - percussioni
- Joe Amoruso - tastiere